# بيانكا ديل ريو
روي هايلوك (بالإنجليزية: Roy Haylock)‏ (من مواليد 27 يونيو 1975)، المعروف باسم المسرح بيانكا ديل ريو (بالإنجليزية: Bianca Del Rio)‏، هو دراق كوين، ستاند أب كوميدي، ممثل ومصمم ازياء اشتهر بالفوز بالموسم السادس لـ روبول دراق ريس.

## بداية حياته
نشأ هايلوك في نيو اورليانز، لويزيانا هو الرابع بين خمسة فتيات. من أصل كوبي وهندوري. بدأ التمثيل وتصميم الأزياء للمسرحيات في مدرسة West Jefferson الثانوية. بعد المدرسة الثانوية قرر الانتقال إلى مدينة نيويورك وعمل في متجر بلومينغديل لمدة تسعة أشهر قبل العودة إلى لويزيانا.

## حياته الفنية
```
عمل هايلوك في المقام الأول كمصمم أزياء. في عام 
1993
 فاز بجائزة Big Easy Entertainment Award لأفضل تصميم أزياء لملكة الثلج في سن 17 عامًا. وقد تم ترشيحه ل 13 جائزة Big Easy Entertainment Awards لتصميم الملابس، حيث فاز بستة جوائز. كما صنع هايلوك أزياء لنيو أورليانز أوبرا. 
[
4
]
```

في نيو اورليانز، بدأ هايلوك في أداء عروضه كـ دراق كوين في عام 1996 في إحدى المسرحيات.  رأته الدراق كوين المحلية ليزا بيومان في المسرحية فتبنت موهبته لملهى اوز الليلي لمزيد من العروض. وفاز هايلوك بجائزة أفضل فنان مثلي السنوية في نيو أورليانز لمدة ثلاث سنوات كـ بيانكا ديل ريو
 
انتقل هايلوك إلى مدينة نيويورك بعد اعصار كاترينا  وعمل كمصمم أزياء لعروض برودواي، والباليه والأوبرا، بعد أن عمل في باربرا ماتيرا المحدودة لتصميم الازياء   كان يقوم بعروض الدراق في الملهى الليلي مع ليدي باني في نادي XL الليلي.
مثل هايلوك في مسرحية Rent في مسرح لو بوتي في نيو أورليانز، حيث لعب دور «أنجل» أمام كريستوفر بينتيفينا في دور «كولينز».
ظهرت ديل ريو في سلسلة الويب Queens of Drag: NYC by gay.com في عام 2010 وبرزت هذه السلسلة دراق كوينز نيويورك امثال ليدي باني، ميمي إمفرست، بيبرمينت وشيري فاين. وفي عام 2011 ، ظهرت ديل ريو على One Night Stand Up: Dragtastic تم تصوير الحلقة الحية في قاعة Bowery واستضافتها الدراق كوين باندورا بوكس 

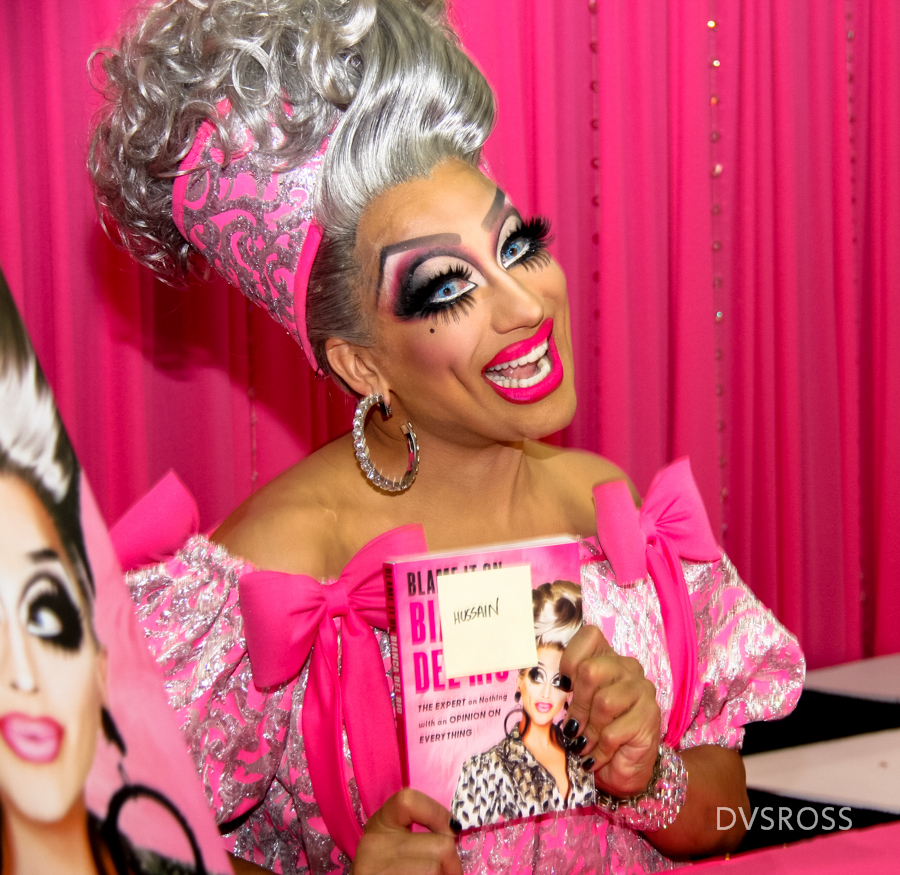
بيانكا ديل ريو في روبول دراق كون 2018

ظهرت ديل ريو على غلاف Next في العدد السنوي لعام 2012 من إصدارها. وفي نفس العام ظهرت في العرض المتنوع She's Living for this الذي استضافته شيري فاين.
في ديسمبر 2013، أعلنت قناة Logo أن بيانكا ديل ريو كانت من ضمن 14 دراق كوين للتنافس في الموسم السادس من روبول دراق ريس. وسرعان ما أصبحت من أبرز المتسابقين مع رصيد كبير من المعجبين، حيث وصلت في النهاية إلى المراكز الثلاثة الأولى. وفي 19 مايو 2014 ، توجت ديل ريو الفائزة بالموسم السادس على الوصيف أدور ديلانو وكورتني آكت. وهي أول متسابقة في تاريخ البرنامج تنافست في كل التحديات دون ان توضع في اسفل القائمة. كما ان ديل ريو هي أيضا الفائزة الأولى من أصل إسباني في روبول دراق ريس.
في عام 2013 أعلن ديل ريو عن دوره في الفيلم المستقل (إعصار بيانكا) Hurricane Bianca الذي كتبه وأخرجه مات كوغلمان. تم إنشاء حملة لتمويل الفيلم وتم تمويله من قبل Fractured Atlas وهي منظمة خدمات فنية غير ربحية في مدينة نيويورك. تكملة (إعصار بيانكا) (من روسيا مع الكراهية) From Russia with hate صدر في عام 2018.
بعد نجاحها في روبول دراق ريس قامت ديل ريو بكتابة العديد من العروض الجانبية الكوميدية بما في ذلك (The Rolodex of Hate (2014)، Not Today Satan (2015–16 و Blame It On Bianca Del Rio كما أنها قامت بدور المضيف في جولة Werq the World جنباً إلى جنب مع غيرها من دراق كوينز برنامج روبول دراق ريس.

## جولات العروض
- The Rolodex of Hate Tour (2014) [19]
- Not Today Satan Tour (2016–2017)[20]
- (Blame It On Bianca Del Rio Tour (2018

## روابط خارجية
- بيانكا ديل ريو على موقع IMDb (الإنجليزية)
- بيانكا ديل ريو على موقع ميوزك برينز (الإنجليزية)
- بيانكا ديل ريو على موقع قاعدة بيانات الفيلم (الإنجليزية)
- بيانكا ديل ريو على موقع كينوبويسك (الروسية)